# بيلي كارتر (لاعب هوكي جليد)
بيلي كارتر هو لاعب هوكي جليد كندي، ولد في 2 ديسمبر 1937 في كورنوال في كندا.

## وصلات خارجية
- بيلي كارتر على موقع دوري الهوكي الوطني (الإنجليزية)
- بيلي كارتر على موقع قاعة مشاهير الهوكي (لاعب أن.إتش.أل) (الإنجليزية)
- بيلي كارتر على موقع EliteProspects.com (الإنجليزية)
- بيلي كارتر على موقع HockeyDB.com (الإنجليزية)
- بيلي كارتر على موقع Hockey-Reference.com (الإنجليزية)